# Feria Modernista de Tarrasa
La Feria Modernista de Tarrasa se ha convertido en pocos años en uno de los más destacados eventos turísticos de España, que atrae cada año en el mes de mayo más de cien mil visitantes, durante un fin de semana lleno de actividades culturales, gastronómicas, infantiles, espectáculos, exposiciones... Es ésta la gran fiesta del modernismo en Cataluña, en la que participan ciudades modernistas, artesanos y artistas de todo el país, y que se ha convertido en el escaparate de una época vital, colorista, innovadora que dejó una profunda huella en el carácter y el paisaje catalanes a través de las artes, la arquitectura, la industria...
Tarrasa es una de las capitales catalanas, españolas y europeas del modernismo industrial. Ha conservado y revalorizado un extraordinario patrimonio arquitectónico (fábricas, "vapores", almacenes, residencias, edificios públicos...) y lo ha convertido en uno de los motores de su promoción turística y un elemento clave del nuevo paisaje urbano de una ciudad que ha convertido a principios del siglo XXI la cuarta de Cataluña en población y se ha situado en el ranking de las 25 primeras ciudades españolas.
La historia de la Feria Modernista de Tarrasa empieza el 2003, con una primera edición en la que ya se esbozan las características que después se han ido desarrollando hasta alcanzar la madurez del modelo de un evento participativo, orientado al gran público, rico en valores culturales y lleno de oportunidades para disfrutar de un viaje imaginario al pasado.

## 1228: la feria de primavera
Hay que buscar las raíces más remotas de la Feria Modernista ocho siglos atrás, en la Edad Media, cuando Tarrasa era una pequeña villa medieval que tomaba forma alrededor del desaparecido Castell-Palau, del que se conserva solo hoy en día la Torre del Palacio. Aquella villa medieval se situaba, rodeada de murallas, en el que ahora conocemos como centro histórico. Con el paso del tiempo, el pueblo acabaría absorbiendo otros núcleos de población como el antiguo pueblo de Sant Pere o el castillo-cartuja de Vallparadís, saltando arroyos, creciendo en todas las direcciones, y convirtiéndose así finalmente en heredera de una antigua historia que se remonta al municipio romano de Egara, en la antigua civilización ibérica y mucho, mucho más atrás, hasta la prehistoria... Algunos de los límites de la antigua villa medieval se pueden ver actualmente dibujados en el pavimento de las calles del centro (como la Plaza Vieja o el Raval), donde los azulejos marcan la zona que ocupaba la vieja muralla y el foso.
Hace ocho siglos, el 1228, el rey Jaime I de Aragón concedió un privilegio a la villa de Tarrasa para poder celebrar una feria de primavera cada año para la fiesta de la Santa Creu, en el mes de mayo. Un siglo después, en 1338, el rey Pedro el Ceremonioso confirmó nuevamente este privilegio tarrasense. Y así la tradición, nacida a principios del siglo XIII, continuó con algunas variaciones hasta el siglo XIX, en una villa que tenía unos tres mil habitantes a mediados del siglo XVI y unos nueve mil en el 1857. Tarrasa, que se desarrolló espectacularmente con la revolución industrial y obtuvo oficialmente el título de ciudad en 1877, un año después de derribar los últimos restos de sus murallas, celebraba una Feria de Primavera el primer domingo de mayo y una Feria de otoño el tercer domingo de noviembre. Un viejo costumbre que se fue perdiendo y olvidando en una ciudad que ya no dejó de crecer: pasó de los 16.000 habitantes del año 1900 a superar la raya de los 200.000 a principios del siglo XXI.
En el año 2003 el Ayuntamiento decidió recuperar la tradición de la Feria de Primavera y al mismo tiempo darle un nuevo sentido: la celebración festiva del carácter y del patrimonio modernista e industrial de Tarrasa, una ciudad capital en el mapa del modernismo a escala catalana, española y europea. En la creación de la Feria Modernista se confluyeron diferentes fenómenos que le dan un sentido festivo e histórico singular y la convierten, junto con un espectacular catálogo de patrimonio arquitectónico, en el buque insignia de la promoción exterior de la oferta turística egarense.
En las dos últimas décadas del siglo XX Tarrasa hizo un vuelco espectacular, aprovechando las energías y la creatividad que liberó la transición democrática, en un entorno de estabilidad política y de progresiva incorporación a la Unión Europea, después de un siglo XX convulso y trágico en ocasiones. El retorno de la democracia en la vida municipal, la primavera de 1979, es el catalizador que pone en marcha ideas y fuerzas que iban tomando forma en la ciudad durante el franquismo y que, en algunos casos, tenían sus raíces en un pasado mucho más remoto: el del tiempo de la revolución industrial y del modernismo, cuando se forja el carácter y el paisaje de la Tarrasa actual, más heredera de aquella época que de cualquier otra.
Después de décadas de crecimiento desordenado, de rápido oleadas migratorias y en el contexto de la fuerte crisis económica de mediados de los años 70, Tarrasa gira los ojos hacia su pasado industrial, entendido de una nueva manera. El impulso de un nuevo urbanismo tarrasense cambia el mapa de la ciudad, genera comunicaciones, infraestructuras, servicios públicos, parques, jardines... y nuevas áreas industriales, que dibujan un anillo alrededor de la ciudad. La actividad industrial se desplaza hacia esta anilla progresivamente y aparece un nuevo mapa de vapores, de almacenes, de naves, en los que el presente y el futuro aprenderán a convivir con el pasado. La ciudad protege su patrimonio arquitectónico modernista e industrial y le encuentra nuevos usos comerciales, residenciales, museísticos... La transformación del paisaje tarrasense a partir de los años 80 se convierte en un ejemplo en Cataluña, por la armoniosa combinación de respeto al patrimonio y de innovación, para la generación de nuevos espacios públicos, de nuevas oportunidades de progreso y desarrollo, al mismo tiempo que se revaloriza uno de los patrimonios industriales más extraordinarios de nuestro país. La Tarrasa de los años novecientos y del modernismo, la vieja Egara, la ciudad que Eugeni d'Ors llegó a llamar "la Atenas catalana", la antigua capital llanera, la ciudad de los "paños de Tarrasa" y de los viajantes que recorrían las Españas con su muestrario de tejidos, se reinventa con un renovado orgullo. En paralelo, la apuesta por nuevos sectores industriales y de actividad y para convertir la universidad en un auténtico motor de futuro (sobre la base de las escuelas industriales textiles fundadas a principios del siglo XX), así como la profunda renovación urbanística y la aparición de nuevos barrios, transformaron decisivamente la ciudad en la recta final del siglo XX.
Es en este contexto que Tarrasa apuesta por los Juegos Olímpicos de 1992, en Barcelona, no solo para jugar un papel destacado como subsede de hockey (un deporte arraigado en la ciudad a principios de siglo, en el que Tarrasa es una "potencia deportiva "a nivel internacional), sino también como una oportunidad para marcar un antes y un después, en el urbanismo pero también en la cultura (a través de destacadas exposiciones que recuperaban la Tarrasa de cien años atrás) e incluso en el espíritu de una comunidad que respiraba un nuevo optimismo y empezaba a mirar el futuro con confianza y ambición. Los Juegos del 92 dejaron en la ciudad importantes infraestructuras, actuaron como un estímulo de modernización y simbolizar un cambio histórico: estaba naciendo una nueva Tarrasa, orgullosa de su pasado, recuperada de sus crisis de crecimiento, con nuevas oportunidades económicas y una nueva fisonomía. Pocas ciudades han experimentado un cambio de estas dimensiones en nuestro país.

## Tarrasa: turismo cultural
En aquel momento, el Ayuntamiento de Tarrasa empieza a diseñar por primera vez una estrategia de promoción turística local, inicialmente muy vinculada a los Juegos Olímpicos, pero con vocación de continuidad. Los fenómenos del turismo cultural y del turismo industrial empezaban a llegar al gran público en una época en la que Cataluña exploraba la evolución futura del modelo turístico definido en los años sesenta y setenta. Tarrasa empezó a crear una oferta de servicios y rutas turísticas estrechamente vinculadas al patrimonio industrial modernista recientemente recuperado, así como también a elementos singulares de su patrimonio medieval, como el conjunto de las iglesias de Sant Pere, o de su entorno paisajístico, como el Parque natural de San Lorenzo del Munt y del Obac. Tarrasa era, como decía un eslogan de aquella época, "una ciudad por descubrir", un museo vivo de la revolución industrial, que conservaba un paisaje urbano irrepetible, capaz de atraer cada vez más visitantes y de situarse como un referente a Cataluña.
En la primavera de 1993, el Ayuntamiento, el Museo de Tarrasa y el Museo Textil organizaron una jornada cultural y festiva en la que se reprodujo la ambientación de la Tarrasa de un siglo atrás: exactamente, del 28 de marzo de 1918. Esta ruta teatralizada comportó la recreación de vestuarios, y escenas características, que permitían revivir la atmósfera de la antigua ciudad industrial.
La década siguiente se fue consolidando progresivamente la oferta turística egarense, en la que el modernismo industrial tenía un papel capital. La estrategia de promoción buscaba la proyección exterior de la ciudad, la creación de nuevas actividades económicas en torno al turismo cultural y del ocio, la potenciación de la oferta hotelera y gastronómica... La creación de una cuidada línea de diseño y artesanía de objetos inspirados en el patrimonio tarrasense complementa esta estrategia, que ha merecido recientemente el reconocimiento del Gobierno de la Generalidad y ha sido mostrada en exposiciones en diferentes poblaciones catalanas.

## Turismo industrial en Cataluña, España y Europa
De esta manera, Tarrasa consolidó su posición en el mapa turístico catalán, con el apoyo de la Diputación de Barcelona y de la Generalidad de Cataluña, y situarse en el punto adecuado para tomar parte posteriormente en iniciativas como la red Réseau Art Nouveau Network, creada a escala europea en 1999, o la Red de Turismo Industrial de Cataluña (XATIC), con sede en Tarrasa desde 2006.
Actualmente, Tarrasa ocupa un lugar destacado en el mapa europeo del modernismo y el turismo industrial, junto a municipios como Barcelona, Reus, Sitges, Bad Nauheim (Alemania), Lodz (Polonia), Tiflis (Georgia), La-Chaux-de - Fonds (Suiza), Bruselas (Bélgica), Ålesund (Noruega), Glasgow (Reino Unido), Helsinki (Finlandia), Viena (Austria), Liubliana (Eslovenia), Nancy y Aviñón (Francia) o la provincia de Varese ( Italia).
La Red de Turismo Industrial de Cataluña (XATIC, www.xatic.cat), es una asociación de 20 municipios catalanes creada en 2006, con su sede central en Tarrasa (Masía Freixa), que cooperan para promover el turismo industrial en nuestro país. El apoyo de la Generalidad de Cataluña, la Diputación de Barcelona (Turismo Total) y el Ministerio de Industria, Comercio y Turismo ha hecho posible el despliegue de una estrategia a escala nacional. Forman parte los ayuntamientos de Tarrasa, Alins, Bellmunt del Priorato, Capellades, Cardona, Castellar de Nuch, Castellón de Ampurias, Serchs, Esparraguera, Esplugas de Llobregat, Granollers, Igualada, Manlleu, Manresa, Palafrugell, Puigreig, Ripoll, San Sadurní de Noya, Santa Coloma de Cervelló y Villanueva y Geltrú.
El apoyo del Museo Nacional de la Ciencia y la Técnica de Cataluña (sistema nacional de museos con sede central en Tarrasa, en el antiguo Vapor Aymerich, Amat i Jover) es decisivo para desarrollar un plan de dinamización turística orientada a difundir la gran riqueza y diversidad del patrimonio turístico y cultural catalán asociado a la revolución industrial de los siglos XIX y principios del XX, así como crear actividades económicas y culturales alrededor del relativamente nuevo fenómeno del turismo industrial.
Pero la creación de la Red de Turismo Industrial de Cataluña fue posterior a la primera edición de la Feria Modernista y en cierto modo incluso fue una de las consecuencias: la estrategia puesta en marcha los años 90 desplegaba todas sus posibilidades y evidenciaba su acierto.

## 2003: la primera Feria Modernista
Diez años después de aquella jornada que reproducía el ambiente y la vida cotidiana de la Tarrasa de 1918, el mes de mayo de 2003 se celebró la primera Feria Modernista de Tarrasa. Se recuperaba la tradición medieval de la feria de primavera y se mezclaba con el alma modernista e industrial egarense, para crear un acontecimiento cultural, turístico y comercial único en Cataluña.
Decenas de miles de personas han podido disfrutar desde entonces de una oferta anual de dos días con ambientación, espectáculos, gastronomía, artesanía, exposiciones, actividades infantiles, rutas turísticas, cine, cultura popular, pasacalles, conciertos, exhibiciones de automóviles y motos antiguas, charlas, artesanía, mercado modernista, talleres... Desde su nacimiento, la Feria Modernista apostó para que los participantes puedan experimentar, tocar, ver, jugar, comer, saborear, todo aquello que constituye un auténtico viaje atrás en el tiempo hacia los primeros años del siglo XX, alrededor del patrimonio modernista e industrial de Tarrasa.
En 2006, la Generalidad de Cataluña otorgó a la Feria Modernista de Tarrasa la calificación de Feria de Interés Turístico en Cataluña.